# 존 맥기버
존 맥가이버(John McGiver, 영어 발음: /mə(k)ˈɡaɪvər/, 1913년 11월 5일 ~ 1975년 9월 9일)는 미국의 배우, 성우이다.

## 출연 작품
- 애플 덤플링 갱 (1975년)
- 마미 (1974년)
- 톰 소여 (1973년)
- 아놀드 (1973년)
- 로맨 (1971년)
- 미드나잇 카우보이 (1969년) - 미스터 오다니엘 역
- 글래스 바텀 보트 (1966년)
- 위기의 남자 (1965년)
- 가장 좋은 남성용 스포츠 (1964년)
- 글로벌 어페어 (1964년)
- 마이 식스 러브스 (1963년)
- 테이크 허 쉬스 마인 (1963년)
- 후즈 갓 더 액션? (1962년) - 저지 포겔 역
- 썸씽스 갓 투 기브 (1962년)
- 미스터 홉스 휴가 가다 (1962년)
- 적응 기간 (1962년)
- 맨츄리안 켄디데이트 (1962년) - 토머스 조던 상원의원 역
- 천국의 독신남 (1961년)
- 티파니에서 아침을 (1961년)
- 올리버 트위스트 (1959년)
- 하오의 연정 (1957년)

### 텔레비전
- 스튜디오 원 (1948년)
- 더 듀퐁트 쇼 오브 더 위크 (1961년)